# Le Profond Sens intérieur
Le Profond Sens intérieur, en tibétain Sabmo Nangtön (tibétain : ཟབ་མོ་ནང་དོན, Wylie : zab mo nang don), est un important ouvrage sur les Tantra, dont l'auteur est Rangjung Dorje, troisième karmapa, chef de la lignée karma-kagyu. 
Dans ce traité, l'auteur aborde sa compréhension du fonctionnement psychophysiologique, en correspondance avec le cosmos. 
Le texte et son commentaire par Jamgon Kongtrul Lodrö Thayé a été traduit en anglais par Elizabeth M. Callahan. Il a été publié en 2013 par Shambhala Publications (en). 